# 莫拉萊斯 (玻利瓦爾省)

莫拉萊斯（西班牙語：Morales），是哥倫比亞的城鎮，位於該國北部玻利瓦爾省，面積1,765平方公里，海拔高度19米，始建於1610年9月14日，2005年人口13,254，人口密度每平方公里7.51人。